# Samaracultuur

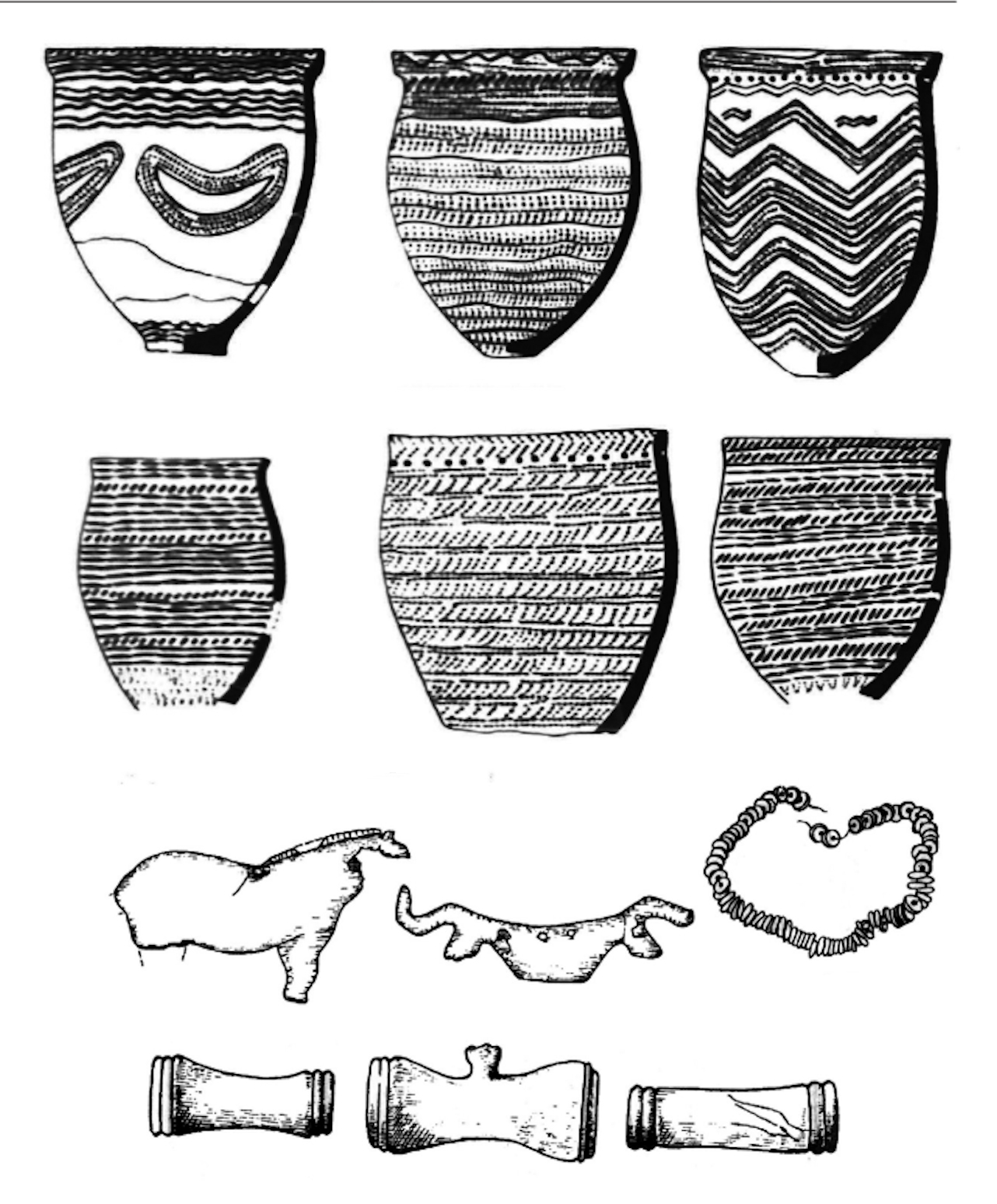
artefacten van het Sjezjeje-grafveld

De Samaracultuur was een kopertijdcultuur vanaf het vroege 6e millennium v.Chr., genoemd naar de Boog van Samara aan de middenloop van de Wolga. De cultuur volgde op de neolithische Jelsjankacultuur.
De archeologische vondsten vertonen verwantschap met de Dnjepr-Donetscultuur in het westen met als belangrijk verschil de aanwezigheid van paarden. De Samaracultuur wordt in ruwweg hetzelfde gebied opgevolgd door de Chvalynsk- en jamna-culturen.

## Vindplaatsen
De cultuur werd ontdekt tijdens archeologische opgravingen bij het dorp Sjezzjeje in Rusland. Andere vindplaatsen zijn Varfolomejevka (aan de Wolga), en Nikolskoje (aan de Dnjepr). Varfolomejevka is gedateerd vanaf 5500 v.Chr.

## Artefacten

### Aardewerk
De keramiek bestaat vooral uit eivormige bekers met geprononceerde randen. Ze konden niet op een vlakke ondergrond staan, de randen dienden dan ook mogelijk om de vaas met banden te bevestigen.
De potten werden gemaakt van klei vermengd met gemalen schelpen. De versiering bestond uit motieven langs de hele omtrek: lijnen, banden, zigzag- of golflijntjes, ingekerfd, gesneden of gedrukt met een kam.

### Graven
De graven waren ondiepe schachten met enkelvoudige begrafenissen. Een paar graven waren afgedekt met een steen of een lage aarden heuvel, de eerste aanzet voor de latere koergans.
Bij meerdere vindplaatsen zijn resten van dieroffers aangetroffen. In veel gevallen zijn de kop en hoeven van runderen, schapen en paarden in ondiepe kommen boven het graf geplaatst, afgedekt met een dikke laag oker. Sommige onderzoekers zien in deze resten het begin van het paardoffer, maar hiervoor zijn nog geen doorslaggevende bewijzen gevonden.
In de graven zijn altijd goed gemaakte dolken van vuursteen en been aanwezig, geplaatst bij een arm of het hoofd van de overledene; er was er zelfs een in het graf van een jongetje. Wapens in kindergraven worden later algemener. Andere wapens zijn speerpunten van been en pijlpunten van vuursteen.
Andere grafgiften zijn uit been gesneden beeldjes en hangers. 

### Paarden
Bij grafgiften zijn ornamenten met afbeeldingen van paarden aangetroffen. Het meest controversieel zijn doorboorde benen platen van paarden of dubbele ossenkoppen, mogelijk hangers of onderdelen van een paardentuig. Er zijn geen onbetwistbare bewijzen dat paarden als rijdier werden gebruikt. Later in de kopertijd worden grote aantallen paardenbotten bij de nederzettingen gevonden, op slachtplaatsen lijkend. Als de paarden slechts bejaagd werden, lijkt het waarschijnlijker dat ze ter plaatse geslacht zouden zijn.
Als ze paarden hielden, is er het probleem van het hoeden. De gedichten uit de Rig Veda zijn duidelijk over het nut van honden bij het hoeden van vee, maar paarden zijn sneller dan schapen en koeien. Het is logisch aan te nemen dat men paarden bereed om de rest te kunnen hoeden.

## Indo-EuropeseUrheimat
Volgens de Koerganhypothese van Marija Gimbutas zou hier de Urheimat (de bakermat) van de proto-Indo-Europese taal liggen.
Het verspreidingsgebied van de Samaracultuur is het gebied van bos en steppe van de middenloop van de Wolga, maar ook de Noord-Kaspische cultuur van de benedenloop van de Wolga behoort tot de vroege kopertijdculturen. In de context van de Koerganhypothese wordt dit gebied beschouwd als een makkelijke plek waar de sprekers van het Proto-Indo-Europees lexicale elementen met de Oeraalse talen konden uitwisselen. 
Op een kruispunt tussen oost en west, noord en zuid moet het invloeden en stimulansen van vele volkeren hebben gekregen, uit de Kaukasus en Centraal-Azië. Bovendien zou in een dergelijke locatie een positieve houding tegenover oorlog en verdediging nodig zijn, waarvan bekend is dat de Indo-Europeanen die hadden. Het was een cultuur van krijgers, de culturen waar ze binnenvielen waren dat niet.